# 小学館の学習雑誌
小学館の歴史は1922年（大正11年）の学習雑誌発行から始まっており、2013年現在においても様々な学習雑誌が発行されている。同社の学習雑誌は対象読者の年齢・学年に応じてそれぞれ独立した雑誌として発行されているが、並行して連載される漫画なども多く、テレビアニメなどの連載誌表記では総称として小学館の学習雑誌が使用される。

## 幼児向け
| 対象             | 誌名         | 創刊   | 休刊   | 備考                   |
| ---------------- | ------------ | ------ | ------ | ---------------------- |
| 0-2歳            | マミイ       | 1972年 | 2009年 |                        |
| 1-3歳            | ベビーブック | 1966年 |        |                        |
| 2-4歳            | めばえ       | 1959年 |        |                        |
| 3歳-幼稚園入園前 | よいこ       | 1956年 | 1995年 |                        |
| 幼稚園児         | 幼稚園       | 1932年 |        |                        |
| 幼稚園児         | 学習幼稚園   | 1982年 |        | 学年別学習雑誌の一冊。 |
| 3歳-             | おひさま     | 1995年 | 2018年 | 読み聞かせ絵本         |

## 小学生向け
以下の7誌に幼児向けの『学習幼稚園』を併せた8誌で（小学館の）学年別学習雑誌と総称される。
1941年（昭和16年）より一時期は『國民（コクミン、こくみん）○年生』に改称され、1942年（昭和17年）には戦時統制により『良い子の友』と『少國民の友』の2誌に統合されている。戦後の1946年（昭和21年）以降より『小学○年生』の6誌で順次復刊。
| 対象・誌名 | 創刊   | 休刊   | 備考                         |
| ---------- | ------ | ------ | ---------------------------- |
| 小学一年生 | 1925年 |        | 『セウガク一年生』として創刊 |
| 小学二年生 | 1925年 | 2016年 | 『セウガク二年生』として創刊 |
| 小学三年生 | 1924年 | 2012年 | 『せうがく三年生』として創刊 |
| 小学四年生 | 1923年 | 2012年 |                              |
| 小学五年生 | 1922年 | 2010年 | 後継誌は『GAKUMANplus』      |
| 小学六年生 | 1922年 | 2010年 | 後継誌は『GAKUMANplus』      |
| 小学8年生  | 2017年 |        | 2016年にプレ創刊             |

## 中学生以上向け
| 対象       | 誌名          | 創刊   | 休刊   | 備考                      |
| ---------- | ------------- | ------ | ------ | ------------------------- |
| 中学生     | 中学生の友    | 1949年 | 1957年 | 1957年以降学年別に        |
| 中学1年生  | 中学生の友1年 | 1957年 | 1963年 |                           |
| 中学2年生  | 中学生の友2年 | 1957年 | 1963年 |                           |
| 中学3年生  | 中学生の友3年 | 1957年 | 1957年 |                           |
| 中学3年生  | 高校進学      | 1957年 | 1963年 | 『中学生の友3年』の後継誌 |
| 女子中高生 | 女学生の友    | 1950年 | 1977年 | 後継誌は『プチセブン』    |